# Поличинці

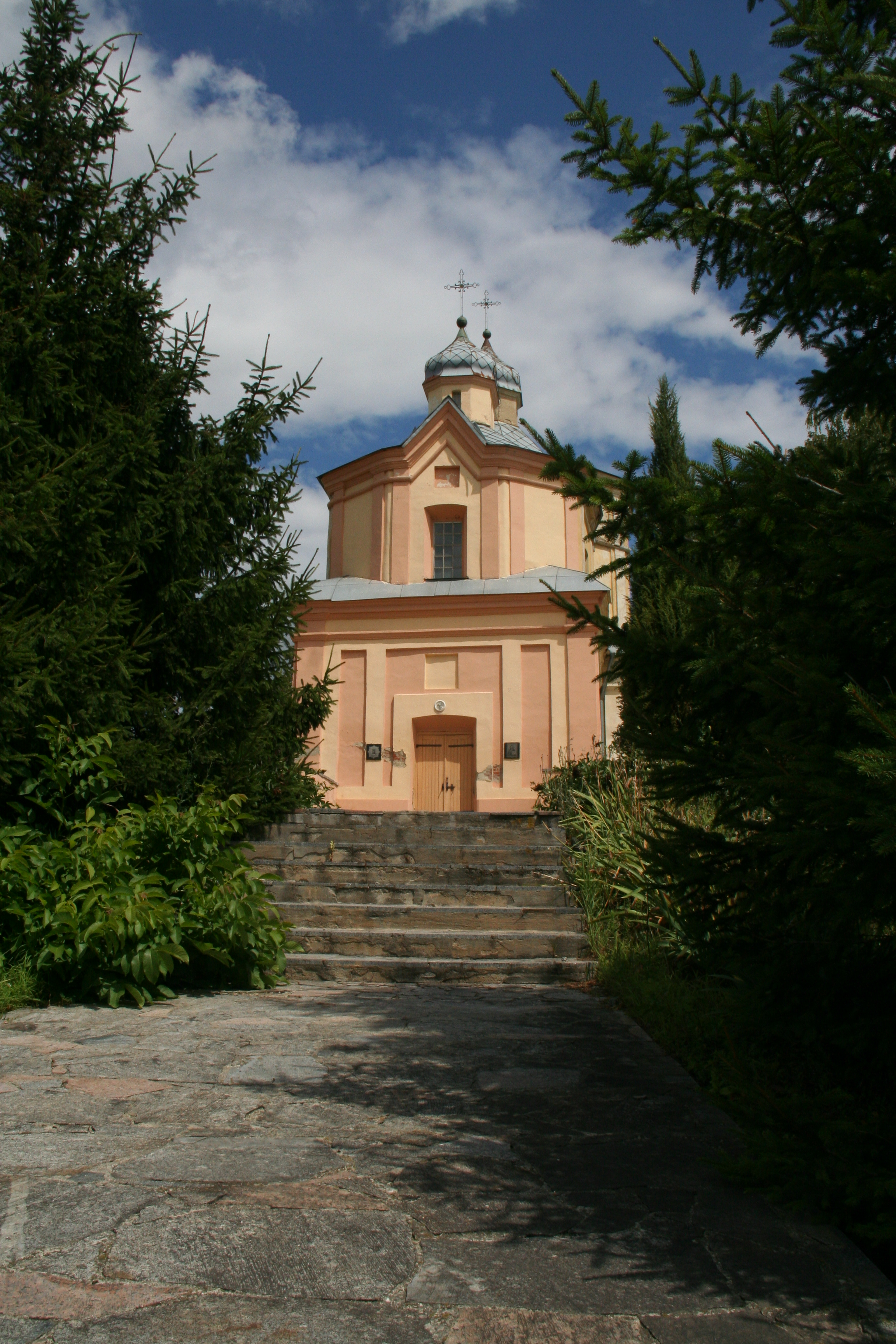
Церква Преображення Господнього у с. Поличинці

Поличи́нці (пол.Policzyńce) — село в Україні, у Махнівській сільській громаді Хмільницького району Вінницької області. На р. Клітинка (стара назва Верхорудка Бистрицька). Населення становить 442 особи.

## Історія
Землі навколо нинішнього села Поличинці належали до київського воєводства, коли у XV ст. їх було надано князем Свідригайлом давньому руському роду Тишкевичів. На той час це місце називалось Плесо на Верхоруді Бистрицькій. Ці землі зазнавали набігів кримських татар, тому власник села, Федір Фредерік Тишкевич, за переказом, насілив місцевісць т.н. «осадчими» — Полицькими (Матей, Войцех, Олександр). Від них виникла сучасна назва села. Після смерті Федора село перейшло до його сина Януша Тишкевича, котрий був вимушений залишити своє дідичство під час Хмельниччини. У 1657 році село перейшло до брата Януша — Феліціяна Тишкевича та його сина Габріела-Міхала. За цих власників село занепало. Бездітний Габріел-Міхал заповів Поличинці Янові Хоєцькому у 1710 р.(По іншим джерелам, власниками села були Носажевські, Ян Бранський, потім Хоєцькі).
Ян Хоєцький показав себе дбайливим господарем, надавав певні пільги осадчим, відрізнявся побожністю, помер у 1750 р.
Його син, Франтішек Казимир Хоєцький (пом.1779 р.), дідич Полічинців та Житинців, ротмистр воєводства Брацлавського, комендант бердичівської фортеці, збудував у 1770 р. в селі Преображенську церкву на місці стародавньої дерев'яної церкви св. Онуфрія. Церква св. Онуфрія свого часу мала особливу грамоту від Папи римського Пія VI.Також відомо, що Хоєцьки жертвували гроші з доходів від села на Берездівський римо-католицький монастир на Волині.
По смерті Франтішека Казимира, маєток перейшов до сина, Яна Непомуцена Хоєцького. який був войським київським, депутатом чотирирічного сейму. У 1886 році село було власністю Болеслава Хоєцького, на поч. ХХ ст. — його сина Зигмунта.
Станом на 1885 рік у колишньому власницькому селі Бистрицької волості Бердичівського повіту Київської губернії мешкало 925 осіб (797 православних, 117 римо-католиків, 9 юдеїв), налічувалось 129 дворових господарств, існували православна церква, католицька каплиця, школа, кузня, 2 водяних і вітряний млини.
За переписом 1897 року кількість мешканців зросла до 1352 осіб (650 чоловічої статі та 702 — жіночої), з яких 1178 — православної віри, 142 — римо-католицької.
У період після Другої світової війни у селі діяв колгосп ім. Кірова, працювали 8-річна школа, клуб, бібліотека.
12 червня 2020 року, відповідно до Розпорядження Кабінету Міністрів України № 707-р, «Про визначення адміністративних центрів та затвердження територій територіальних громад Вінницької області», увійшло до складу Махнівської сільської.
19 липня 2020 року, в результаті адміністративно-територіальної реформи і ліквідації Козятинського району, село увійшло до складу новоутвореного Хмільницького району.

## Населення

### Мова
Розподіл населення за рідною мовою за даними перепису 2001 року:
| Мова       | Кількість | Відсоток |
| ---------- | --------- | -------- |
| українська | 442       | 100%     |

## Пам'ятки
У селі розташована мурована церква — пам'ятка архітектури національного значення.
- Преображенська церква (Поличинці)